# Llanera (Nueva Ecija)
Llanera è una municipalità di quarta classe delle Filippine, situata nella Provincia di Nueva Ecija, nella regione di Luzon Centrale.
Llanera è formata da 22 baranggay:
- A. Bonifacio
- Bagumbayan (Pob.)
- Bosque
- Caridad Norte
- Caridad Sur
- Casile
- Florida Blanca
- General Luna
- General Ricarte
- Gomez
- Inanama

- Ligaya
- Mabini
- Murcon
- Plaridel
- San Felipe
- San Francisco
- San Nicolas
- San Vicente
- Santa Barbara
- Victoria
- Villa Viniegas